# Volare!
Volare! è un film del 1997 diretto da Vittorio De Sisti.

## Trama
Gegè Labate, un bambino provato dalla vita, vive in un piccolo paese dell'Italia meridionale negli anni cinquanta del '900. Il bambino reagisce alle difficoltà della vita con il ricorso ai suoi sogni (vorrebbe diventare un pilota) e con il canto. Quando, ad esempio, sua madre lo chiude per punizione in uno stanzino, Gegè cerca di superare l’angoscia cantando "Volare!", la famosa canzone di Domenico Modugno. Anni dopo, rinchiuso in un manicomio dopo la morte del padre, dichiarerà ai medici di essere guarito poiché non canta più.

## Costi e incassi
Il film si rivelò un colossale flop al botteghino: a fronte di un finanziamento statale di circa un miliardo e settecento milione di Lire, pari a circa, 878.000€, incassò appena 9.601€. Enrico Lancia, nel suo monumentale Dizionario del cinema italiano, afferma invece che l'incasso fu di 42 460 000 lire, pari a 36 204 € del 2025 .